# Husbjerg Klit
Husbjerg  Klit er en 25 m høj klit beliggende ved   den sydvestlige del af  Kallesmærsk Hede, der er militært område.
I udkanten af  Oksby Klitplantage, beliggende ca. otte kilometer sydvest for Oksbøl, findes en mindelund  med en mindesten for ofrene  fra Henrettelserne  på Skæring Hede 2. december  1943.
En anden frihedskæmper Alf Tolboe Jensen blev henrettet 29. december 1943, og også hemmeligt begravet på Husbjerg Klit.
Det var først efter krigens afslutning i 1945, man fik kendskab til gravpladsen der rummede 6 frihedskæmpere, da en tysk soldat fortalte, hvor ligene lå begravet. De begravede blev ført tilbage til deres hjemsted. 
Mindelunden på Husbjerg Klit blev indviet 4. maj 1952    

## Ekstern henvisning
- Mindelunden ved Husbjerg

|  | Denne artikel om lokaliteten Husbjerg Klit kan blive bedre, hvis der indsættes et (bedre) billede. Du kan hjælpe ved at afsøge Wikimedia Commons for et passende billede eller lægge et op på Wikimedia Commons med en af de tilladte licenser og indsætte det i artiklen. |

55°34′23″N 8°10′52″Ø / 55.57306°N 8.18111°Ø